# 本城愼之介
本城 慎之介（ほんじょう しんのすけ、1972年 - ）は、日本の実業家、教育者。楽天グループ創業者の1人で、元楽天グループ株式会社取締役副社長。学校法人軽井沢風越学園理事長。

## 略歴
北海道白糠郡音別町（現在の釧路市）生まれ。父親の本城洋は元釧路市議会議員。
函館ラ・サール高等学校を経て、慶應義塾大学総合政策学部を卒業した。在学中はSFCの秋祭創設に携わる。同大学大学院政策・メディア研究科を修了した。就職活動で三木谷浩史と出会い、楽天の前身であるエム・ディー・エム起業に携わり、取締役として楽天市場をつくりあげる。1999年、取締役副社長に就任した。
教育に関心があり、2002年に新しい学校の設立を目指し、教育事業を手掛ける準備会社として「音別」を設立した。同時に、楽天取締役副社長から取締役に退き、2005年3月に退社した。
横浜市教育委員会の公募により同年4月から横浜市立東山田中学校校長となり（当時日本の公立学校の校長で最年少）、2年間務めた。2006年、文部科学省の中央教育審議会初等中等教育分科会、教職員給与の在り方に関するワーキンググループ委員に任命され、9月には、シブヤ大学の特別講師を担った。また私生活では「仕事の学校」と題したセミナーを開講した。
2009年、長野県北佐久郡軽井沢町に移住した。2020年、18年かけて同町に幼小中の混在校・軽井沢風越学園を開いた。
2011年12月、東日本大震災に関連するボランティア等で縁のあった宮城県本吉郡南三陸町に高台移転用地として同町のゴルフ場開発跡地106ヘクタールを寄付した。